# باشگاه فوتبال اورلاندو پایرتس
باشگاه فوتبال اورلاندو پایرتس (انگلیسی: Orlando Pirates F.C.) یک باشگاه فوتبال حرفه‌ای از آفریقای جنوبی مستقر در اورلاندو، سووتو است و در لیگ برتر فوتبال آفریقای جنوبی بازی می‌کند. این تیم بازی های خانگی خود را در استادیوم اورلاندو در سووتو انجام می‌دهد. از جمله مهم‌ترین افتخارات این تیم می‌توان به ۹ قهرمانی در لیگ آفریقای جنوبی، ۱ قهرمانی در لیگ قهرمانان آفریقا و ۱ قهرمانی در سوپر جام آفریقا اشاره کرد.